# 구양생
구양 생(歐陽生, ? ~ ?)은 전한의 학자로, 자는 화백(和伯)이며 천승군 사람이다. ‘생’은 학자를 높여 일컬은 것으로, 이름자는 알 수 없다.

## 행적
장생과 함께 복승의 밑에서 《상서》를 익혔으며, 예관을 가르쳤다.
구양씨 가문은 구양생 이래로 《상서》를 전수하였으며, 후손 구양여는 소부를, 구양흡은 후한에서 대사도(大司徒)를 지냈다.

## 출전
- 사마천, 《사기》 권121 유림열전
- 반고, 《한서》 권88 유림전
- 범엽, 《후한서》 권79상 유림전 上